# 4-Oksalmesakonatna hidrataza
4-Oksalmesakonatna hidrataza (EC 4.2.1.83, 4-oksalmesakonatksa hidrataza, 4-karboksi-2-oksoheksenedioatna hidrataza, 4-karboksi-2-oksobutan-1,2,4-trikarboksilat 2,3-hidrolijaza, oksalmesakonatna hidrataza, gama-oksalmesakonatna hidrataza, 2-hidroksi-4-oksobutan-1,2,4-trikarboksilat 2,3-hidrolijaza, LigJ, GalB) je enzim sa sistematskim imenom (1E,3E)-4-hidroksibuta-1,3-dien-1,2,4-trikarboksilat 1,2-hidrolijaza (formira 2-hidroksi-4-oksobutan-1,2,4-trikarboksilat). Ovaj enzim katalizuje sledeću hemijsku reakciju
2-hidroksi-4-oksobutan-1,2,4-trikarboksilat {\displaystyle \rightleftharpoons } (1E,3E)-4-hidroksibuta-1,3-dien-1,2,4-trikarboksilat + H2O
Ovaj enzim učestvuje u degradaiji protokatehuata.

## Literatura
- Nicholas C. Price; Lewis Stevens (1999). Fundamentals of Enzymology: The Cell and Molecular Biology of Catalytic Proteins (Third изд.). USA: Oxford University Press. ISBN 019850229X.
- Eric J. Toone (2006). Advances in Enzymology and Related Areas of Molecular Biology, Protein Evolution (Volume 75 изд.). Wiley-Interscience. ISBN 0471205036.
- Branden C; Tooze J. Introduction to Protein Structure. New York, NY: Garland Publishing. ISBN 0-8153-2305-0.
- Irwin H. Segel. Enzyme Kinetics: Behavior and Analysis of Rapid Equilibrium and Steady-State Enzyme Systems (Book 44 изд.). Wiley Classics Library. ISBN 0471303097.
- William P. Jencks (1987). Catalysis in Chemistry and Enzymology. Dover Publications. ISBN 0486654605.

## Spoljašnje veze
- 4-oxalomesaconate+hydratase на 